# Lưu quý nhân (Bắc Ngụy Đạo Vũ Đế)
Lưu quý nhân (chữ Hán: 劉贵人, ? - 409), là vợ của Bắc Ngụy Đạo Vũ Đế, vua đầu tiên của nhà Bắc Ngụy trong lịch sử Trung Quốc.
Lưu thị nguyên là con gái của tù trưởng người Hung Nô Lưu Quyến. Không rõ bà được gả đến nước Bắc Nguỵ vào năm nào, nhưng được ban tước vị phu nhân. Bà sinh cho Đạo Vũ Đế hai người con là Công chúa Hoa Âm và hoàng tử Thác Bạt Tự. Bà là người được Đạo Vũ Đế sủng hạnh nhất, muốn lập làm hoàng hậu. Tuy nhiên theo quy định của tổ tiên Thác Bạt thị, nhà vua không có quyền lựa cho ngôi hậu mà phải để cho các cung phi đúc tượng vàng và người đúc thành công mới được phong làm hoàng hậu. Năm 400, trong cuộc thi đó, Lưu quý nhân không rèn được tượng vàng nên không được lập, ngôi hoàng hậu thuộc về một phu nhân khác là Mộ Dung thị.
Mùa thu năm 409, Đạo Vũ Đế đã lập Thác Bạt Tự làm thái tử. Vào thời điểm đó, theo chế độ tử quý mẫu tử trong hậu cung Bắc Nguỵ, Lưu quý nhân do là mẹ của thái tử nên bị ép phải chết. Thái tử Tự than khóc cho bà khiến Đạo Vũ Đế bực mình và đuổi khỏi kinh đô.
Cùng năm đó, Đạo Vũ Đế bị sát hại. Thác Bạt Tự dẹp loạn lên ngôi tức Bắc Ngụy Minh Nguyên Đế. Minh Nguyên Đế truy tôn bà là Tuyên Mục hoàng hậu (宣穆皇后).